# Tetragnatha argyroides
Tetragnatha argyroides là một loài nhện trong họ Tetragnathidae.
Loài này thuộc chi Tetragnatha. Tetragnatha argyroides được Cândido Firmino de Mello-Leitão miêu tả năm 1945.